# مورکوو
مورکوو (به چکی: Mořkov) یک منطقهٔ مسکونی در جمهوری چک است که در ناحیه نووی ییتشین واقع شده‌است. مورکوو ۱۰٫۷۳ کیلومتر مربع مساحت و ۲٬۳۸۰ نفر جمعیت دارد.